# Опсада Моа
Опсада Моа (енгл. Siege of Meaux, јун 1421 - 2. мај 1422), била је победа Енглеза у Стогодишњем рату. Била је то последња победа енглеског краља Хенрија V.

## Позадина

### Мир у Троау
Француска је од 1407. била захваћена грађанским ратом Армањака и Бургунђана, два огранка владајуће династије. После победе Хенрија V код Азенкура (25. октобра 1415), Енглези су до почетка 1419. заузели Нормандију и северне покрајине Француске и продрли све до Париза, који је од маја 1418. био у рукама Бургунђана. Након што је њихов вођа, Жан Неустрашиви, убијен на преговорима са престолонаследником Шарлом, вођом Армањака (код Монтроа), Бургунђани су децембра 1419. у Руану склопили савез са Хенријем V. Затим, 21. маја 1420. су у име малоумног краља Шарла VI потписали мир у Троау, којим су, у суштини, предали Француску Хенрију V: престолонаследник Шарл је разбаштињен (проглашен копилетом), а француски краљ признао је Хенрија за свог наследника.

### Рат Армањака против Енглеза
Међутим, странка Армањака на челу са престолонаследником Шарлом није признала мир у Троау: нјих је подржавао већи део Француске јужно од Лоаре, и многа властела и градови у северној Француској. Да би постао стварни краљ Француске, Хенрију је предстојала дуга и исцрпљујућа борба за освајање бројних армањачких утврђених упоришта по читавој Француској.
Почетком 1421. Томас, војвода од Кларенса, брат Хенрија V, кренуо је са војском у Анжу, али је потучен од армањачке војске код Божеа (21. фебруара 1221). Та победа омогућила је престолонаследнику Шарлу да опседне Шартр и склопи тајни савез са војводом Бретање, али Шарлову војску потукао је 30. августа 1421. војвод Бургундије код Манс-ан-Вимеа (фр. Mans-en-Vimeu).  

## Опсада
Јуна 1421. Хенри V искрцао се у Калеу са малобројном војском јачине свега око 1.000 људи и опсео утврђени градић Мо (фр. Meaux) на Марни. После скоро годину дана опсаде, град се предао (2. маја 1422).

## Последице
После освајања Моа, Хенри је 30. маја 1422. ушао у Париз, али  била је то последња победа Хенрија V - умро је 3 месеца касније, оставивши власт свом осмомесечном сину Хенрију VI. У октобру исте године умро је и Шарл VI, а престолонаследник се прогласио за краља као Шарл VII и наставио борбу против Енгеза и Бургунђана.